# Калмыковский (Клетский район)
Калмыковский — хутор в Клетском районе Волгоградской области России, административный центр Калмыковского сельского поселения.
Население — 923 (2010)

## История
Хутор относился к юрту станицы Клетской Усть-Медведицкого округа Земли Войска Донского (с 1870 года — Область Войска Донского). Первоначально известен как хутор Калмыков. Дата основания хутора не установлена. В 1859 году на хуторе Калмыков имелось 63 двора, проживало 163 души мужского и 132 женского пола.
Согласно переписи населения 1897 года на хуторе проживало 377 мужчин и 396 женщин, из них грамотных: мужчин — 133, женщин — 13. Согласно алфавитному списку населённых мест Области Войска Донского 1915 года на хуторе имелось хуторское правление, приходское училище, земельный надел составлял 4952 десятины, проживало 269 мужчин и 298 женщин.
В 1921 году хутор в составе Усть-Медведицкого округа передан Царицынской губернии. С 1928 года — в составе Клетского района Сталинградского округа (упразднён в 1930 году) Нижне-Волжского края (с 1934 года — Сталинградского края). В 1935 году хутор Калмыковский передан в состав Перелазовского района Сталинградского края (с 1936 года — Сталинградской области). Хутор являлся центром Калмыковского сельсовета. В составе Клетского района — с 1959 года.

## Общая физико-географическая характеристика
Хутор расположен в степи, у подножия Донской гряды, являющейся частью Восточно-Европейской равнине, на реке Крепкая. В 8 км выше по реке расположен хутор Манойлин. Рельеф местности холмисто-равнинный. Развита овражно-балочная сеть. Центр хутора расположен на высоте около 110 метров над уровнем моря. Почвы — тёмно-каштановые солонцеватые и солончаковые.
Географическое положение
По автомобильным дорогам расстояние до областного центра города Волгограда составляет 190 км, до районного центра станицы Клетской — 44 км.
Климат
Климат умеренный континентальный (согласно классификации климатов Кёппена — Dfa). Многолетняя норма осадков — 379 мм. Наибольшее количество осадков выпадает в июне — 44 мм, наименьшее в феврале — 22 мм. Среднегодовая температура положительная и составляет + 7,9 °С, средняя температура самого холодного месяца января −7,7 °С, самого жаркого месяца июля +22,9 °С.
Часовой пояс
Калмыковский, как и вся Волгоградская область, находится в часовой зоне МСК (московское время). Смещение применяемого времени относительно UTC составляет +3:00.

## Население
Динамика численности населения по годам:
| 1859 | 1873 | 1897 | 1915 | 1987 |
| ---- | ---- | ---- | ---- | ---- |
| 295  | 706  | 773  | 740  | ≈940 |

| 2010 |
| ---- |
| 923  |

## Инфраструктура
Администрация сельского поселения

## Транспорт
К западу от хутора проходит автодорога, связывающая станицу Клетскую и город Суровикино. 